# Chu Văn Mùi
Chu Văn Mùi (sinh năm 1929) là một sĩ quan cao cấp của Quân đội Nhân dân Việt Nam, hàm Đại tá. Với chiến công trong Chiến dịch Điện Biên Phủ, ông được Nhà nước Việt Nam phong tặng danh hiệu Anh hùng Lực lượng vũ trang nhân dân.

## Cuộc đời
Chu Văn Mùi sinh năm 1929 tại thôn Hà Thượng, xã Thượng Lan, huyện Việt Yên, tỉnh Hà Bắc. Ngày 3 tháng 7 năm 1949, ông nhập ngũ và thuộc biên chế Đại đội cối 120 ly thuộc Tiểu đoàn 38, Trung đoàn 102, Sư đoàn 308 – Sư đoàn chủ lực đầu tiên của Quân đội Nhân dân Việt Nam. Từ khi ông nhập ngũ đến trước năm 1954, ông đã tham gia nhiều chiến dịch lớn như Lê Hồng Phong I, Biên giới 1950, Cao – Bắc – Lạng, Hoàng Hoa Thám, Hòa Bình, Tây Bắc, Thượng Lào,.. và đảm nhận những công tác khác nhau như pháo thủ, hậu cần, xung kích, tiểu đội phó súng cối, tiểu đội trưởng thông tin liên lạc.
Năm 1952, ông tham gia lớp vô tuyến đầu tiên của Cục Thông tin liên lạc mở và trở về làm đài trưởng đài vô tuyến của đơn vị. Năm 1954, ông tham gia Chiến dịch Điện Biên Phủ với Tiểu đội trưởng thông tin liên lạc của Đại đoàn 308, giữ vai trò phụ trách máy vô tuyến điện trực thuộc Ban tham mưu. Ông đã tham gia nhiệu trận đánh trong chiến dịch, đặc biệt là trận phòng thủ tại đồi A1 và đồi 311B. Việc cố gắng giữ vững đường dây thông tin liên lạc của ông đã giúp việc chỉ huy chiến đấu được thông suốt, góp phần giúp quân đội Việt Nam chiến thắng chiến dịch. Chiếc máy điện vô tuyến ông sử dụng trong chiến dịch về sau đã được trưng bày tại Bảo tàng Lịch sử Quân sự Việt Nam.
Ngay sau chiến dịch, ông được Đại tướng Võ Nguyên Giáp công nhận là Đảng viên chính thức của Đảng Cộng sản Việt Nam sớm 5 tháng, đồng thời được trao tặng Huân chương Quân công hạng Ba. Đến ngày 31 tháng 8 năm 1955, ông là 1 trong 16 quân nhân lập được nhiều chiến công trong Chiến dịch Điện Biên Phủ được phong tặng danh hiệu Anh hùng Lực lượng vũ trang nhân dân. Một số kỷ vật của ông cùng đồng đội trong chiến dịch đã được trưng bày tại triển lãm "Điện Biên Phủ – Mốc vàng lịch sử" tại Bảo tàng Lịch sử Quân sự Việt Nam vào năm 2014.
Năm 1972, ông được cử đi học rồi về làm cán bộ phụ trách Tiểu đoàn Thông tin 18, lần lượt tham gia các chiến dịch Đường 9 – Khe Sanh, Trị Thiên. Trong Chiến dịch Hồ Chí Minh, ông là Trung đoàn trưởng Trung đoàn 140. Sau khi Việt Nam tái lập hòa bình, ông đảm nhiệm vai trò Hiệu trưởng Trường văn hóa Quân đoàn I cho đến khi nghỉ hưu. Năm 1982, ông được thăng quân hàm Đại tá. Năm 1986, ông rời quân ngũ và trở về quê nhà, đảm nhiệm vai trò Chủ nhiệm Hợp tác xã Sơn Hà.